# تشيونه سوغيهارا
تشيونه سوغيهارا (باليابانية: 杉原 千畝) سوغيهارا هو اسم العائلة، (1 يناير 1900 - 31 يوليو 1986) كان دبلوماسي ياباني عمل كمعاون قنصل في البعثة الدبلوماسية للإمبراطورية اليابانية في ليتوانيا.
بعد الاحتلال السوفيتي لليتوانيا ساعد حوالي 6000 من اليهود لمغادرة البلاد عن طريق منحهم تأشيرات سفر إلى اليابان. تم تكريم سوغيهارا من قبل إسرائيل لاحقاً على أعماله.

## معرض صور

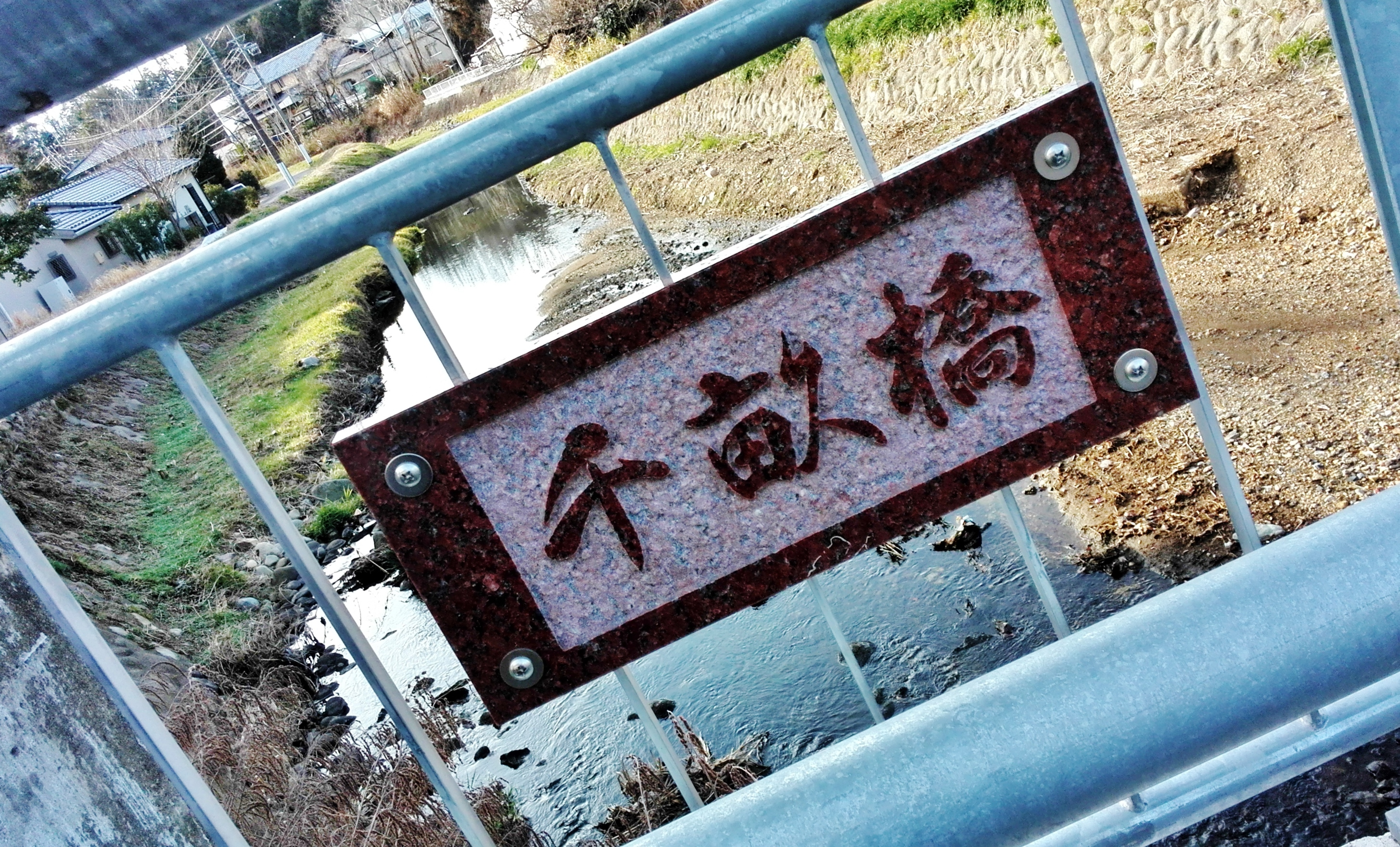
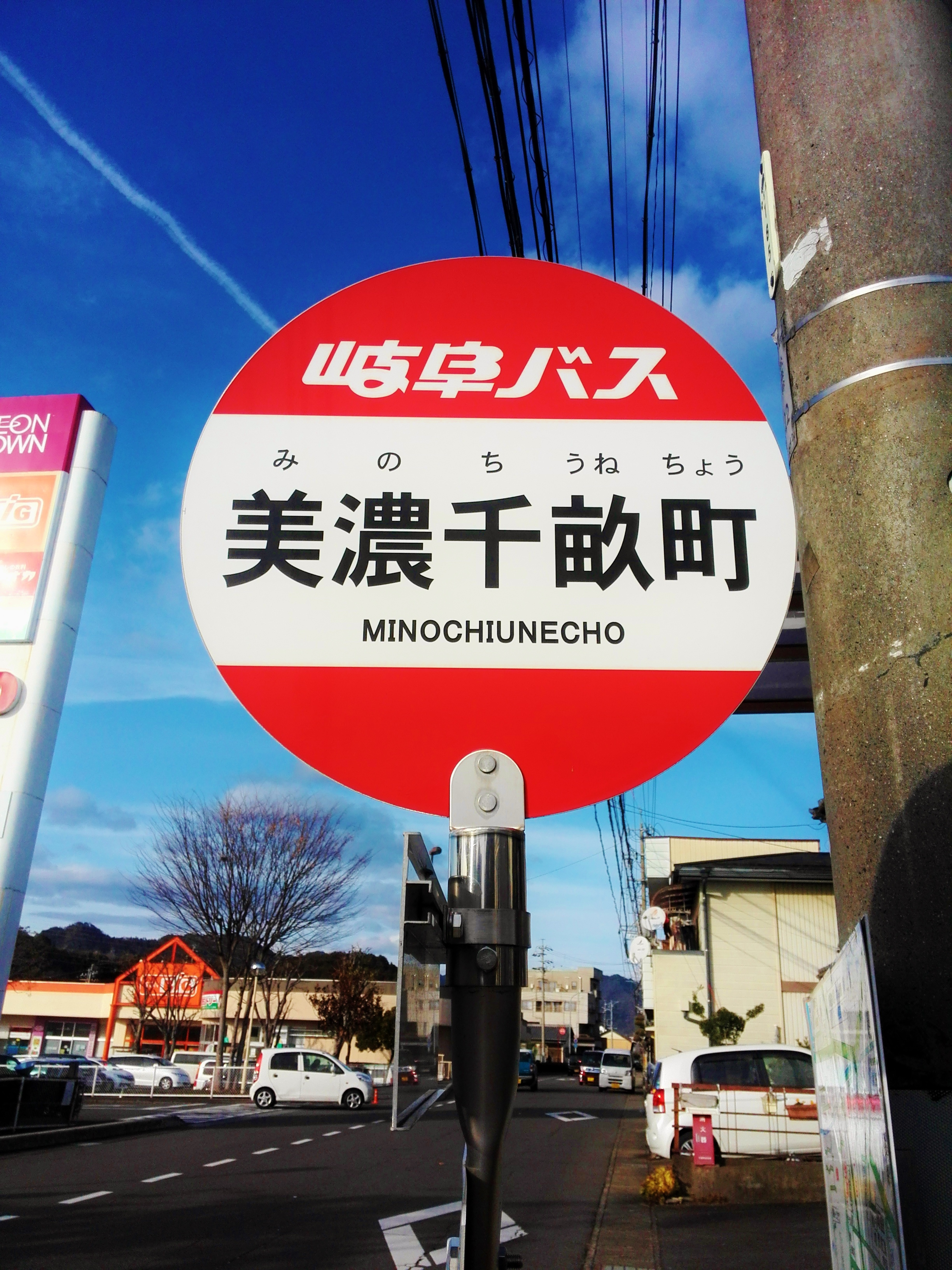
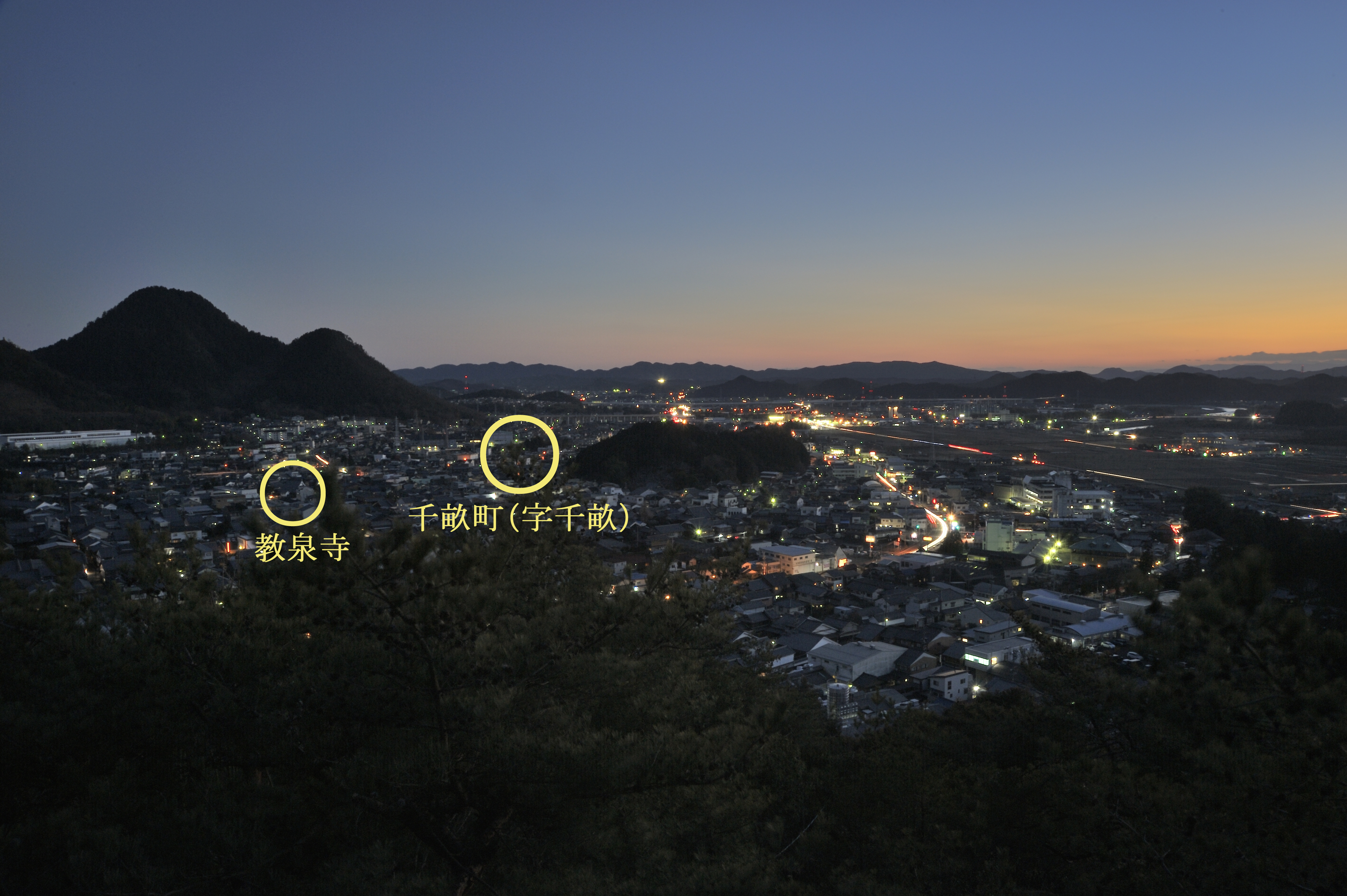

## وصلات خارجية
- تشيونه سوغيهارا (بالإنجليزية)